# 粵海關澳門關部行台
粵海關澳門關部行台（或稱澳門關部行台、澳門正稅總口、澳門總口），是清政府粵海關於清康熙二十七年（1688年）在澳門設立的海關機構。清道光二十九年（1849年），澳門關部行台被澳門總督亞馬留所封閉。
澳門關部行台乃粵海關七個總口之一，兩名旗員防禦由粵海關監督管理，分駐於廣州的省城大關及澳門總口。澳門關部行台主理對外貿易事務，《粵海關誌》記載澳門關部行台的人員：“有旗员防御一名，又有总书一名，柜书一名，家人二名，巡役五名，水手十五名，火夫二名”，共27人。其下設四小稅館於大馬頭口、娘媽閣口、南灣口和關閘口，具體負責征收關稅稽察外國商船貿易及進入廣州事宜。大馬頭稅館專理中外商人諸稅，南灣稅館主稽查來澳外人、番舶並辦理涉外勞務，娘媽閣稅館以盤查閩、粵入澳商漁船隻，嚴防偷漏課稅，關閘則以徵收陸路貿易稅項職能。

## 沿革
自清政府在清康熙二十三年（1684年）將台灣納為版圖，解除海禁，允許與外國貿易往來，並分別在廣東、福建、浙江和江苏四個對外口岸設粵海關、閩海關、浙海關、江海關四大海關。粵海關於1685年成立，官署設在廣州，邢榮發、關俊雄等澳門歷史學者認為澳門關部行台位於澳門顯榮里至關前後街區域。自此，澳門通往廣州的對外貿易運輸從陸路改為水路。为鼓勵外國商船來華進行貿易，粵海關監督赴澳門巡視時，還會親自上船丈量船舶，按地方政府的優惠政策減收貨稅。
清雍正三年（1725年），兩廣總督孔毓珣規定澳門葡萄牙商船最多為25艘，並編列字號。清乾隆九年（即1744年），澳門同知印光任加強管理在澳的葡萄牙人，控制洋船進出港口。清乾隆十二年（1747年），澳門兵頭梅內澤斯率兵到此滋事，推倒粵海關澳門關部行台之柵欄。及至清道光二十九年（1849年），澳門總督亞馬留實行擴張殖民政策，拆毀香山縣丞衙署，更率兵推倒懸掛在澳門關部行台前的中國旗桿、遣走海關官員，將此關部行台封閉。澳門海關官員被迫遷離，經兩廣總督與行台官員基溥相討，關部行台改設於廣州黃埔辦公。

## 法規
清政府實行“以官制商，以商制夷”的管理海外貿易制度，澳門關部行台按法規施行一系列的海關管理政策。《编研澳门档案》指出：“清政府将澳门的外国商船分为三等，向他们征收与中国商船相同标准的“船钞”。具体采取“丈抽”法，即出海时丈量船身，长宽相乘至15丈4尺以上者为头等，15丈4尺以下者为二等，12丈2尺以下者为三等；次年原船回澳，船身长宽相乘至16丈为头等，14丈为二等，8丈为三等。……清政府允许葡人将货物登记后搬入澳门的仓库，由葡萄牙海关征收货税，待中国人赴澳承买，将货物搬运出澳之时，方才赴关上税。”
粤海關亦規定所有在澳門進行貿易之外國商船都必須持有“部票”（入港通行证）方能進出。在清道光十五年（1835年）所頒佈的《防夷新規八條》有載：“外國商船先駛到澳門，在澳門聘雇引水、通事、買辦各一名並領到粤海關頒發的‘部票’後才能駛入虎門，經丈量船隻後方能進入古黄埔港水域。在黄埔掛號口交納清各類税款後才能進入廣州貿易或就地貿易。”
除此之外，外國商人所需之食用、維修物資和軍火硝砂均為官商壟斷，《粵海關誌》載，乾隆年間時的澳門同知規定“夷人採買釘、鐵、木、石等各料在澳修船，令該夷目將船身丈尺數目，船丈姓名開列呈報，海防衙門即喚該船匠估計實需鐵斤數目，然後給與牌照票印照，並報粵海關衙門，取具甘結，在省買運回澳，經由沿途地方汛弁驗照放行，仍知照在澳縣丞查明，如有餘剩，繳官存儲。”